# William Shakespeare (compositeur)
William Shakespeare (16 juin 1849 – 1er novembre 1931) est un ténor, pédagogue et compositeur anglais. Il ne doit pas être confondu avec son homonyme, célèbre dramaturge anglais.
Né à Croydon, Shakespeare étudie à la Royal Academy of Music auprès de William Sterndale Bennett. Lauréat du Prix Mendelssohn en 1871, il se rend à Leipzig afin d'étudier avec le compositeur, pianiste, chef d'orchestre et professeur Carl Reinecke, mais quitte bientôt Leipzig pour Milan, pour étudier sous la direction du professeur de chant Francesco Lamperti. Il se produit de nouveau en Angleterre en tant que ténor en 1875. En 1878, il est nommé professeur de chant à la Royal Academy of Music. Il  meurt à Londres en 1931.
En plus de chanter et composer, William Shakespeare a écrit et publié plusieurs ouvrages parmi lesquels The Art of Singing, collection en trois parties parues de 1898 à 1899, Singing for Schools and Colleges, publié en 1907, Plain Words on Singing en 1924 et The Speaker's Art en 1931. Le style de pédagogie vocale de William Shakespeare reflète étroitement celui de son mentor italien Lamperti, comme en témoignent sa référence directe à la lotte vocale, concept repris directement de l'école italienne de développement vocal du XIXe siècle.

## Source
- (en) Cet article est partiellement ou en totalité issu de l’article de Wikipédia en anglais intitulé « William Shakespeare (tenor) » (voir la liste des auteurs).